# Eden (Texas)
Eden è un centro abitato degli Stati Uniti d'America, situato nella contea di Concho dello Stato del Texas.
La popolazione era di 2.766 persone al censimento del 2010. Circa la metà della popolazione era costituita da detenuti ospitati presso il centro di detenzione di Eden, gestito dalla Corrections Corporation of America sotto contratto con il Federal Bureau of Prisons.

## Geografia fisica
Eden è situata a 31°13′03″N 99°50′36″W (31.217525, -99.843207). Eden si trova all'incrocio tra la US Highway 83, che si estende da nord ad Abilene e sud a Junction, e la U.S. Highway 87, un collegamento da San Angelo a nord-ovest e San Antonio a sud-est.
Secondo lo United States Census Bureau, ha un'area totale di 2,4 miglia quadrate (6,2 km²).

## Società

### Evoluzione demografica
Secondo il censimento del 2000, 2.561 persone, 499 nuclei familiari e 333 famiglie risiedevano nella città. La densità di popolazione era di 1.055,2 persone per miglio quadrato (406,9/km²). C'erano 602 unità abitative a una densità media di 248,0 per miglio quadrato (95,7/km²). La composizione etnica della città era formata dal 90,63% di bianchi, l'1,52% di afroamericani, lo 0,35% di nativi americani, lo 0,04% di asiatici, lo 0,16% di isolani del Pacifico, il 6,48% di altre razze, e lo 0,82% di due o più etnie. Ispanici o latinos di qualunque razza erano il 51,43% della popolazione.
Dei 499 nuclei familiari, il 32,1% aveva figli di età inferiore ai 18 anni, il 51,9% erano coppie sposate conviventi, il 12,8% aveva un capofamiglia femmina senza marito, e il 33,1% non erano famiglie. Circa il 31,7% di tutti i nuclei familiari erano individuali e il 17,6% aveva componenti con un'età di 65 anni o più che vivevano da soli. Il numero di componenti medio di un nucleo familiare era di 2,39 e quello di una famiglia era di 3,00.
Vi erano il 12,3% di persone sotto i 18 anni, il 12,7% di persone dai 18 ai 24 anni, il 47,4% di persone dai 25 ai 44 anni, il 16,6% di persone dai 45 ai 64 anni, e l'11,0% di persone di 65 anni o più. L'età media era di 34 anni. Per ogni 100 femmine, c'erano 262,2 maschi. Per ogni 100 femmine dai 18 anni in giù, c'erano 320,6 maschi.
Il reddito medio di un nucleo familiare era di 28.636 dollari, e per una famiglia era di 34.750 dollari. I maschi avevano un reddito medio di 17.341 dollari contro i 20.000 dollari delle femmine. Il reddito pro capite era di 12.119 dollari. Circa l'8,8% delle famiglie e il 15,6% della popolazione erano sotto la soglia di povertà, incluso il 21,8% di persone sotto i 18 anni e il 16,9% di persone di 65 anni o più.

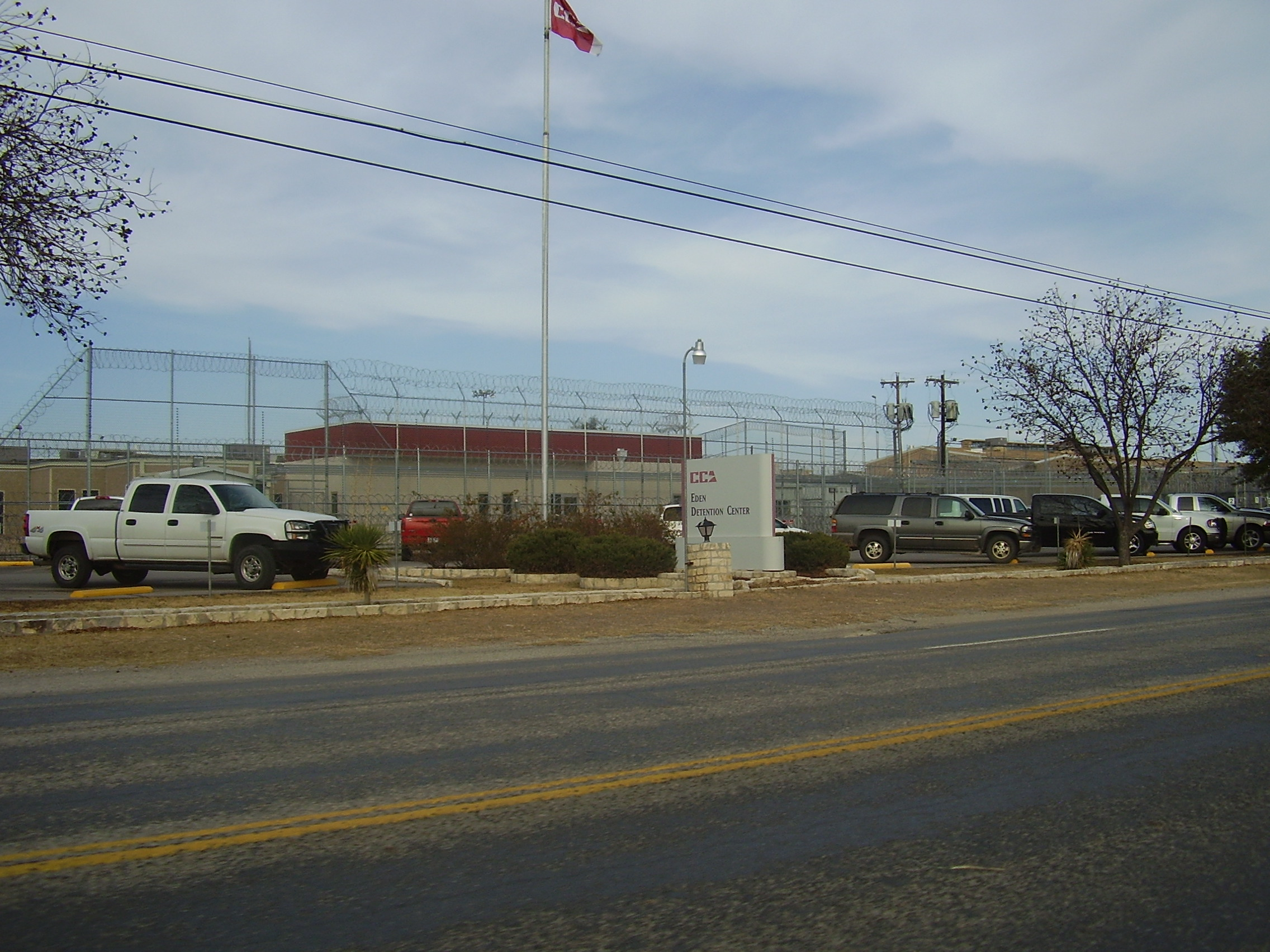
Il carcere di Eden
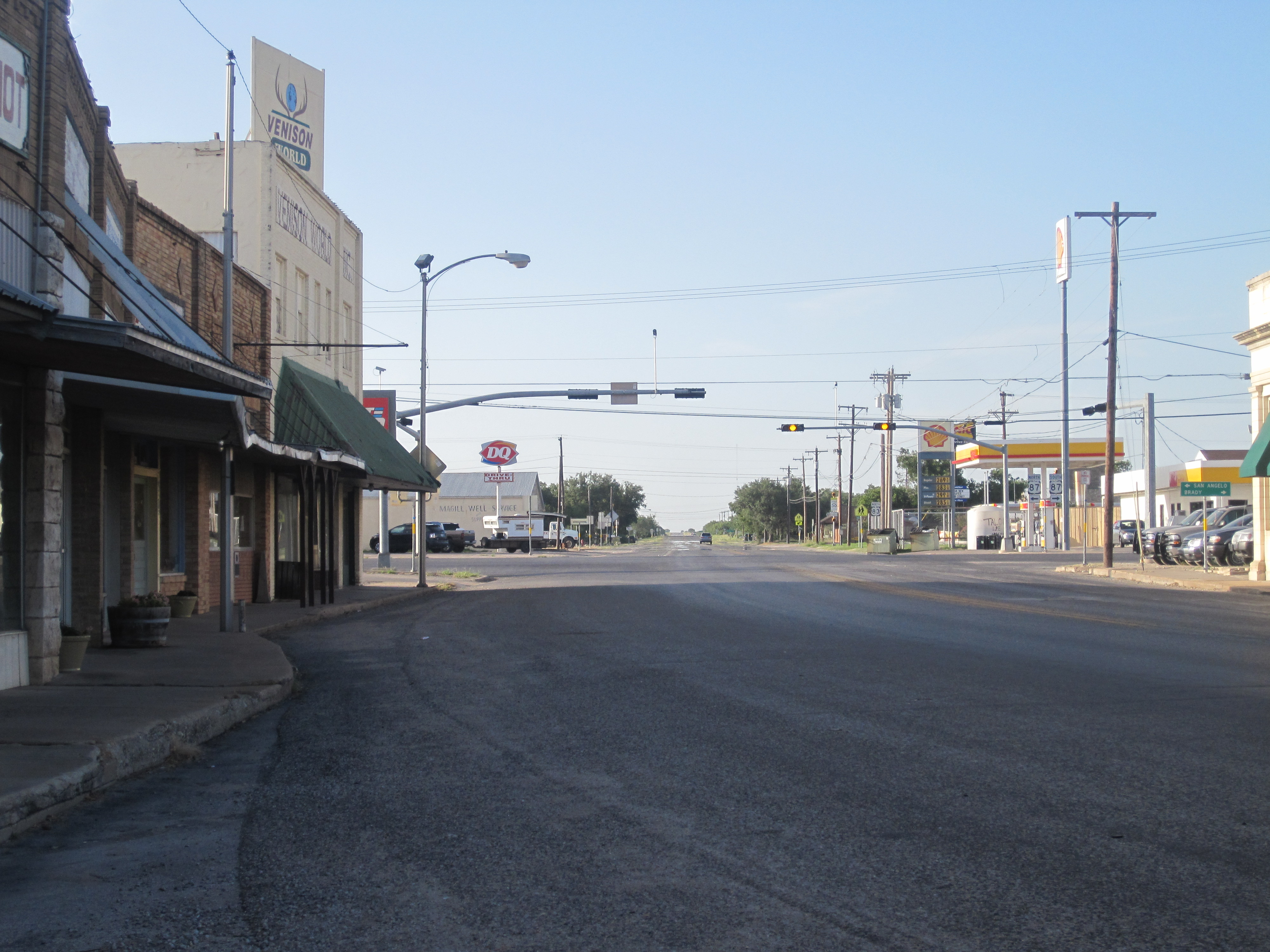
Lintersezione tra la U.S. Highways 83 e la 87 a Eden
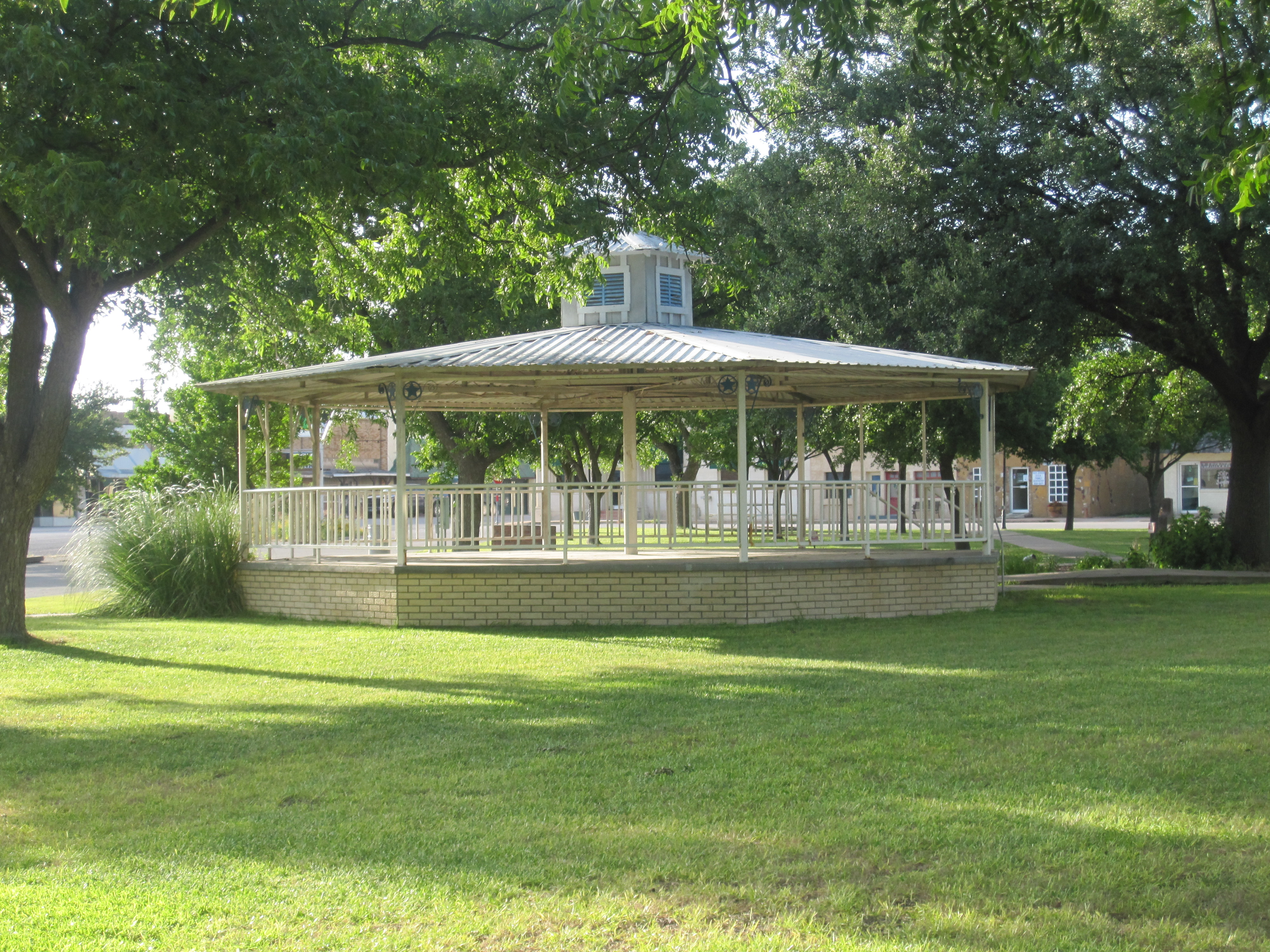
Gazebo nel James Earl Rudder Park
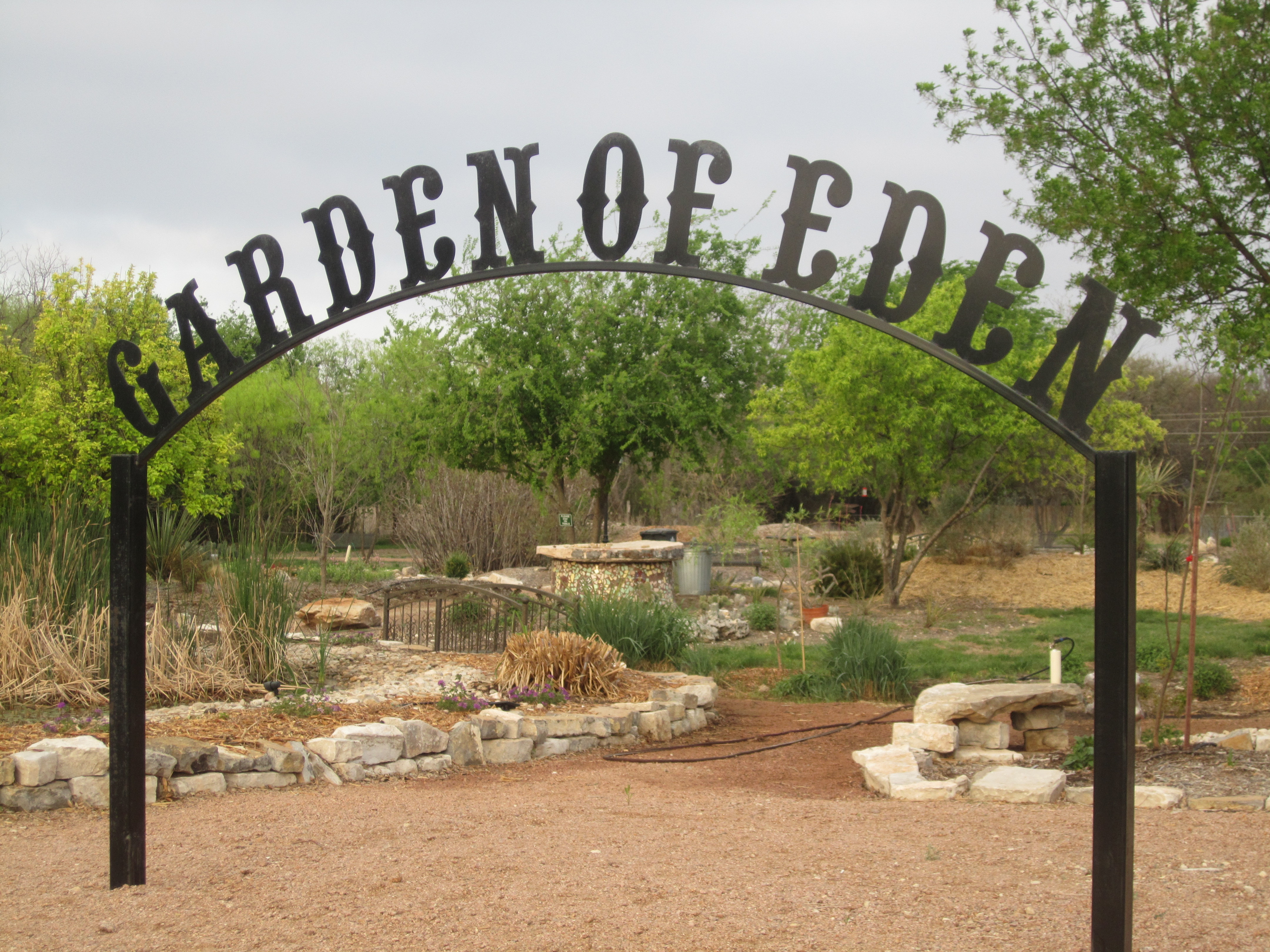
Il "Garden of Eden"
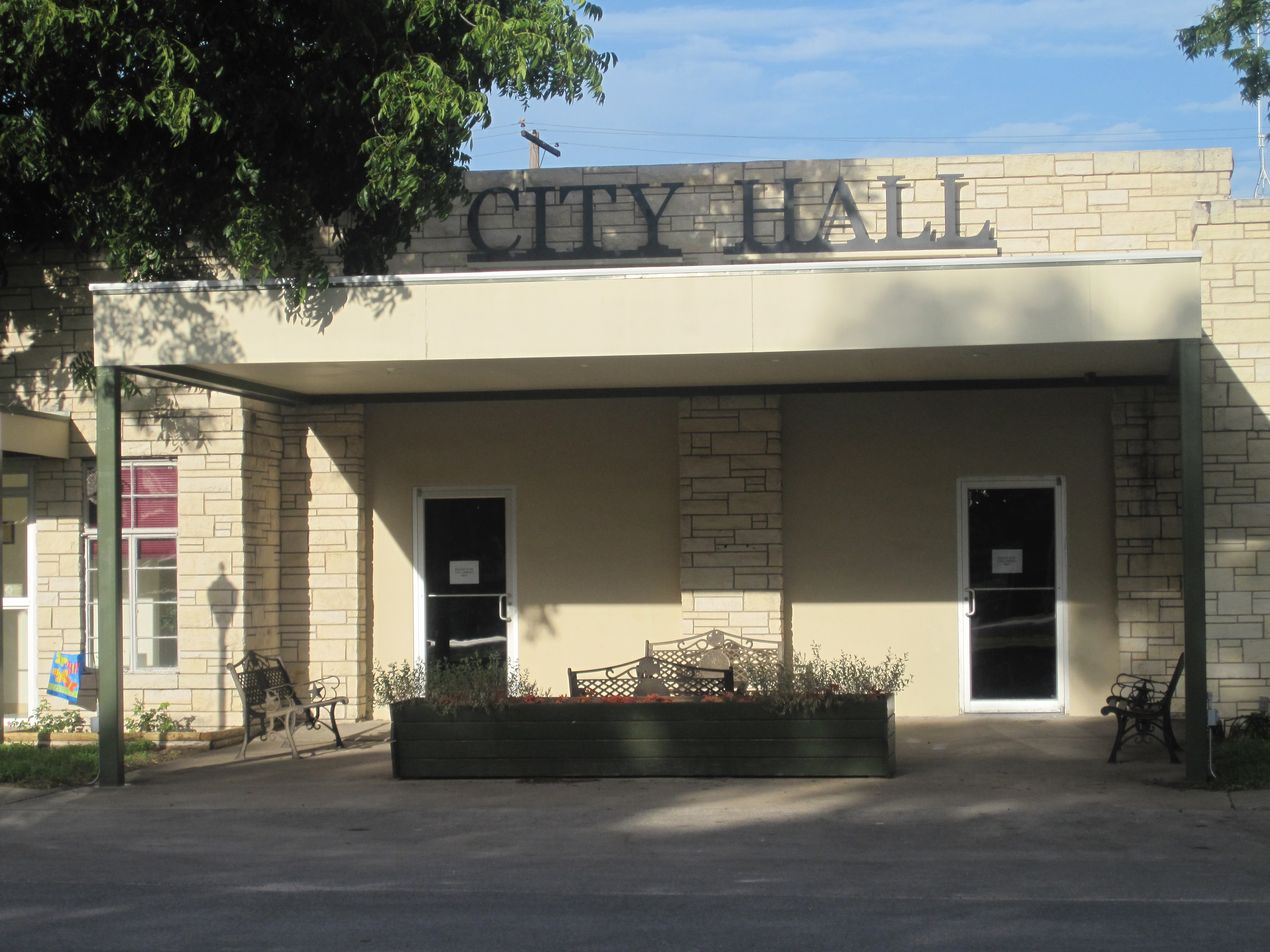
Il municipio
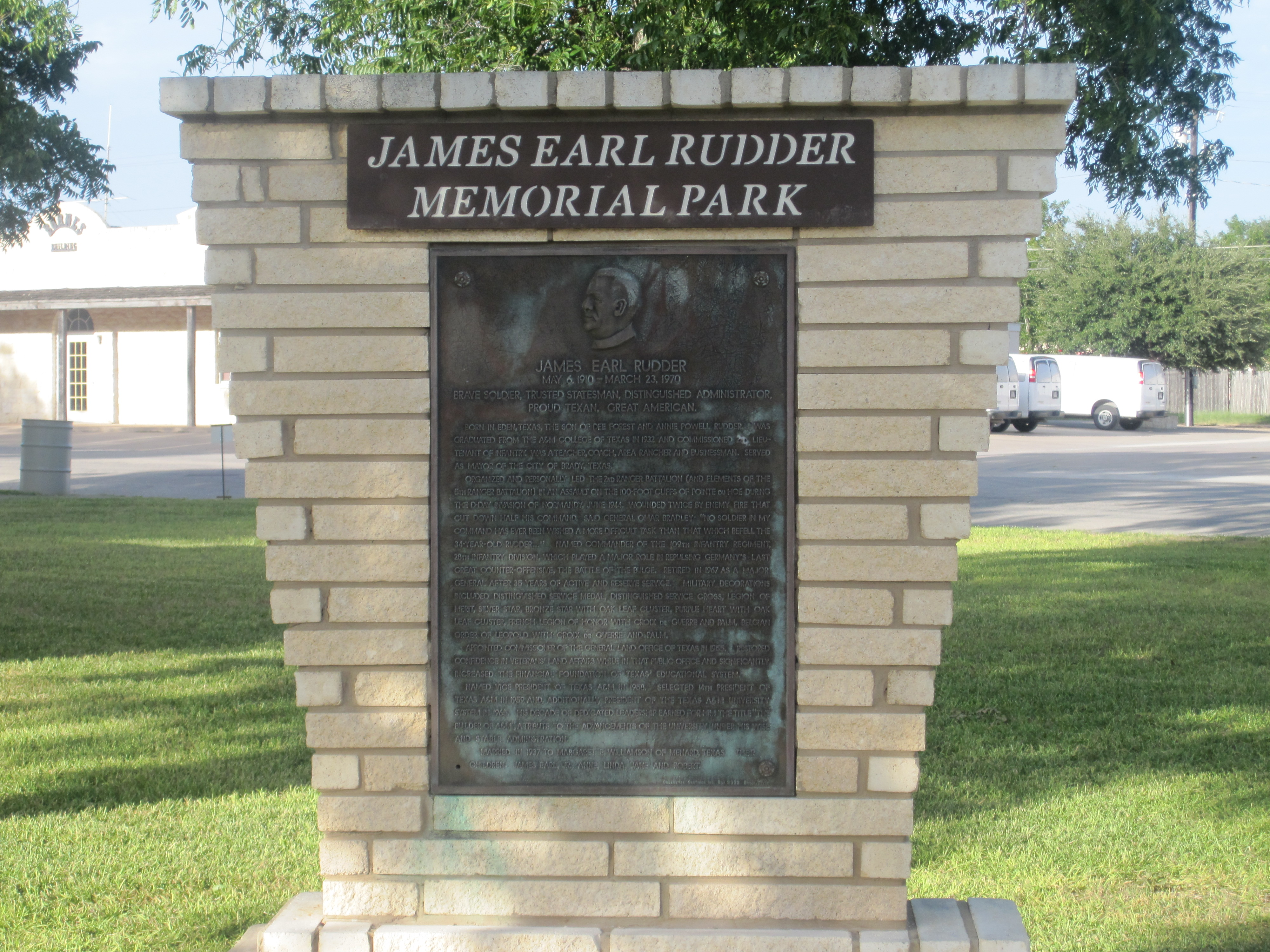
James Earl Rudder Memorial Plaza